# Dettmar Cramer
Pour les articles homonymes, voir Cramer.
Dettmar Cramer (né le 4 avril 1925 à Dortmund et mort le 17 septembre 2015 à Reit im Winkl est un footballeur et entraîneur de football allemand.

## Carrière
Après une carrière de footballeur modeste, il est engagé par la fédération allemande de football pour devenir l'adjoint de Helmut Schön, le sélectionneur national, en 1964, aux côtés d'Udo Lattek. Grâce à leur travail, l'Allemagne est finaliste de la Coupe du monde 1966. Jusqu'en 1974, il reste entraîneur-adjoint de la sélection, remportant au passage la Coupe du monde 1974. 
Le 1er août 1974, à 49 ans, il devient sélectionneur national des États-Unis, après avoir rejeté de nombreuses offres de clubs de Bundesliga. Mais dès le 16 janvier 1975, il ne résiste pas aux sirènes du Bayern de Munich, et devient l'entraîneur de l'équipe. Il y prend la suite d'Udo Lattek, son ancien partenaire de sélection. Pendant ce temps, la fédération américaine, mécontente de ne pas avoir été prévenue, résilie son contrat. 
Sous sa direction, le Bayern remporte deux Coupes d'Europe des clubs champions en 1975 et 1976, en battant respectivement Leeds et Saint-Étienne en finale. Il gagne également une Coupe intercontinentale en 1976. Mais en championnat, le Borussia Mönchengladbach d'Udo Lattek lui fait de l'ombre. Il ne parvient pas à remporter le titre et est limogé le 1er décembre 1977.
Il rejoint l'Eintracht Francfort huit jours plus tard. L'équipe finit la saison 8e, à la suite de quoi Cramer quitte le club.
En 1982, il fait son retour en Allemagne, au Bayer Leverkusen, alors peu connu. Après trois saisons dans le ventre mou du classement, il quitte l'Allemagne pour l'Asie et notamment le Japon, où il exerce encore quelques années avant de prendre sa retraite.
Il meurt le 17 septembre 2015 à l'âge de 90 ans.